# Ягупов, Игорь Петрович
Игорь Петрович Ягупов (род. 13 октября 1965, Тула) — российский шахматист, гроссмейстер (2003).

## Спортивные достижения
Чемпион Спартакиады Москвы (в составе ЦСКА: Е.Бареев, И.Наумкин, А.Ненашев, С.Киселев, И.Ягупов) 1986 года; чемпион Вооружённых Сил Российской Федерации 1997 года (Севастополь). Двукратный бронзовый призёр командного чемпионата России в составе клуба ЦСКА (1992 и 1993).
| Год  | Город           | Турнир                | + | − | = | Результат | Место |
| ---- | --------------- | --------------------- | - | - | - | --------- | ----- |
| 1998 | Санкт-Петербург | 51-й чемпионат России | 1 | 3 | 7 | 4½ из 11  | 45—52 |

## Изменения рейтинга
| Графики недоступны из-за технических проблем. См. информацию на Фабрикаторе и на mediawiki.org. |